# Eugalta bakeri
Eugalta bakeri là một loài tò vò trong họ Ichneumonidae.